# Miquel Mayol
Miquel Mayol i Raynal (ur. 11 sierpnia 1941 w Perpignan) – hiszpański i kataloński polityk, z wykształcenia prawnik, od 2001 do 2004 deputowany do Parlamentu Europejskiego.

## Życiorys
Był założycielem partii Pracownicza Lewica Katalonii z siedzibą we Francji i jej sekretarzem w latach 1971–1981. Później wstąpił do Republikańskiej Lewicy Katalonii, był sekretarzem federacji w Katalonii Północnej. Zaangażowany w działania upowszechniające katalońską kulturę i język.
W czerwcu 2001 objął mandat europosła V kadencji z ramienia ERC, która w 1999 wystartowała z listy Coalición Nacionalista + Europa de los Pueblos. Należał do frakcji Zielonych i Wolnego Sojuszu Europejskiego. Był członkiem delegacji ds. stosunków z państwami Ameryki Środkowej i Meksykiem oraz Komisji Gospodarczej i Walutowej. W PE zasiadał do lipca 2004.
Był do 2010 wieloletnim przewodniczącym La Bressola, stowarzyszenia kulturalno-edukacyjnego. Pozostał we władzach tej organizacji.